# Boltwoodita
La boltwoodita es un mineral de la clase de los nesosilicatos, y dentro de esta pertenece al llamado “grupo del uranofano”. Fue descubierta en 1956 en la localidad de Delta en el estado de Utah (Estados Unidos), siendo nombrada así en honor de Bertram Boltwood, radioquímico estadounidense.

## Características químicas
Es un silicato hidratado de potasio y uranio con aniones adicionales hidroxilo. Isoestructural con el grupo del uranofano, con estructura molecular de uranilo-nesosilicato con tetraedros aislados de sílice con aniones de UO2.
Además de los elementos de su fórmula, suele llevar como impurezas: hierro, calcio y sodio.

## Formación y yacimientos
Aparece en la forma exterior de alteración de silicato que rodea a los depósitos de óxidos de uranio hidratados incrustados en la uraninita primaria, también rellenando fracturas a cierta distancia de la uraninita. También en depósitos de roca pegmatita con uranio.
Suele encontrarse asociado a otros minerales como: uraninita, becquerelita, fourmarierita, fosfuranilita, yeso o fluorita.

## Usos
Es extraído en las minas como mena del estratégico uranio. Por su radiactividad debe ser manipulado y almacenado con los correspondientes protocolos de seguridad, evitando su exposición prolongada a la proximidad del cuerpo.